# Армяне в Ливане

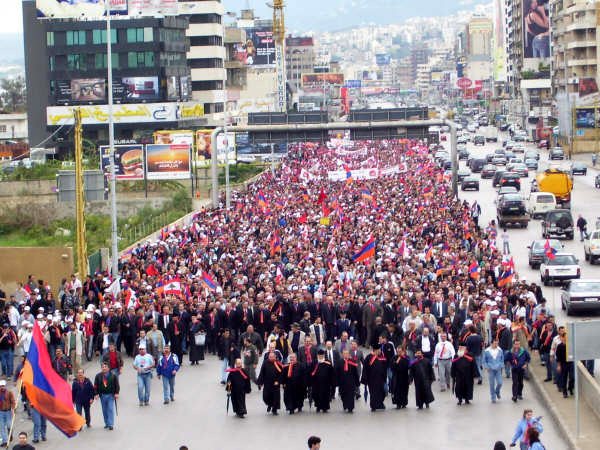
Манифестация в Бейруте, в 91-ю годовщину Геноцида армян в Османской империи

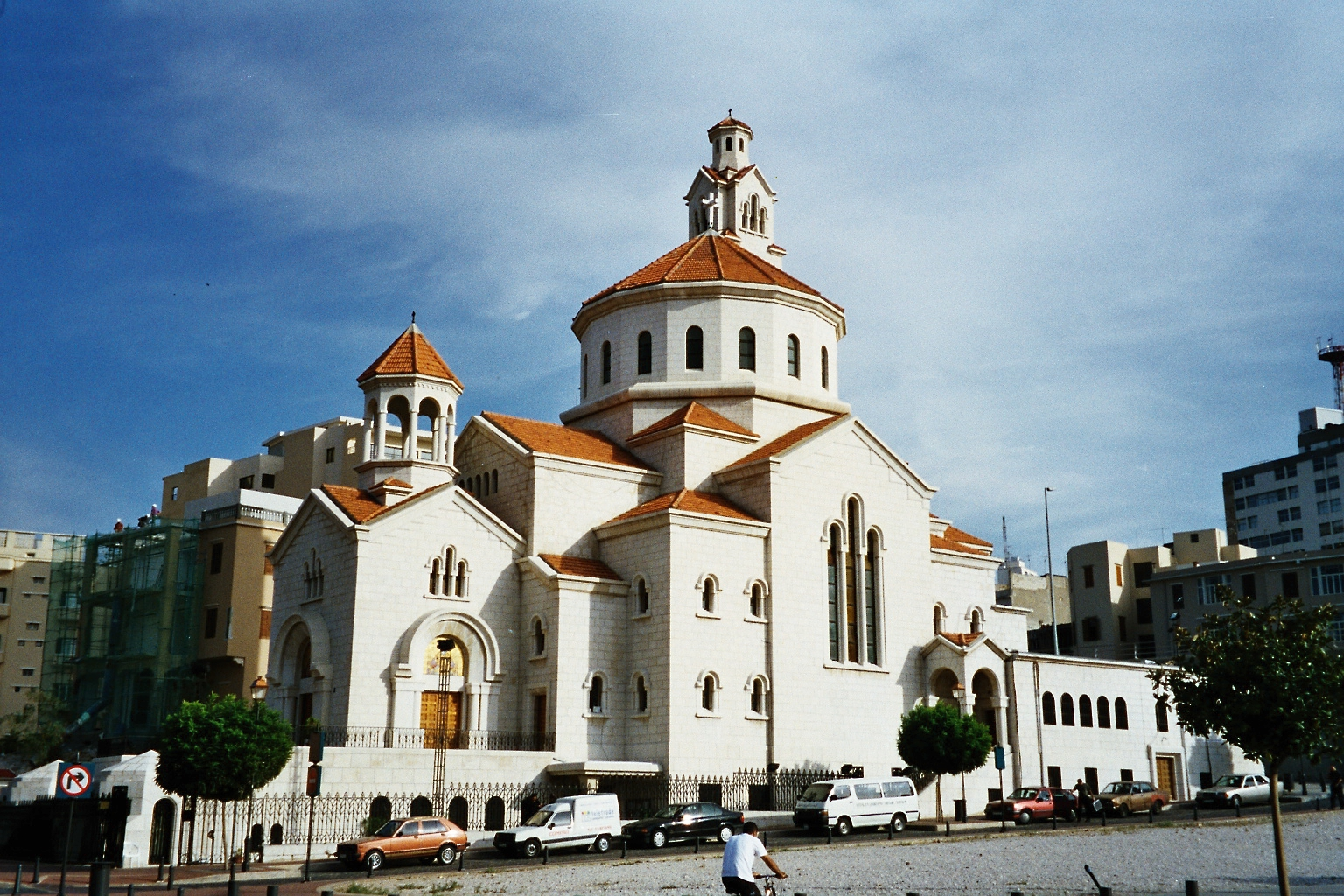
Собор святых Илии и Григория Просветителя бейрутской архиепархии Армянской католической церкви

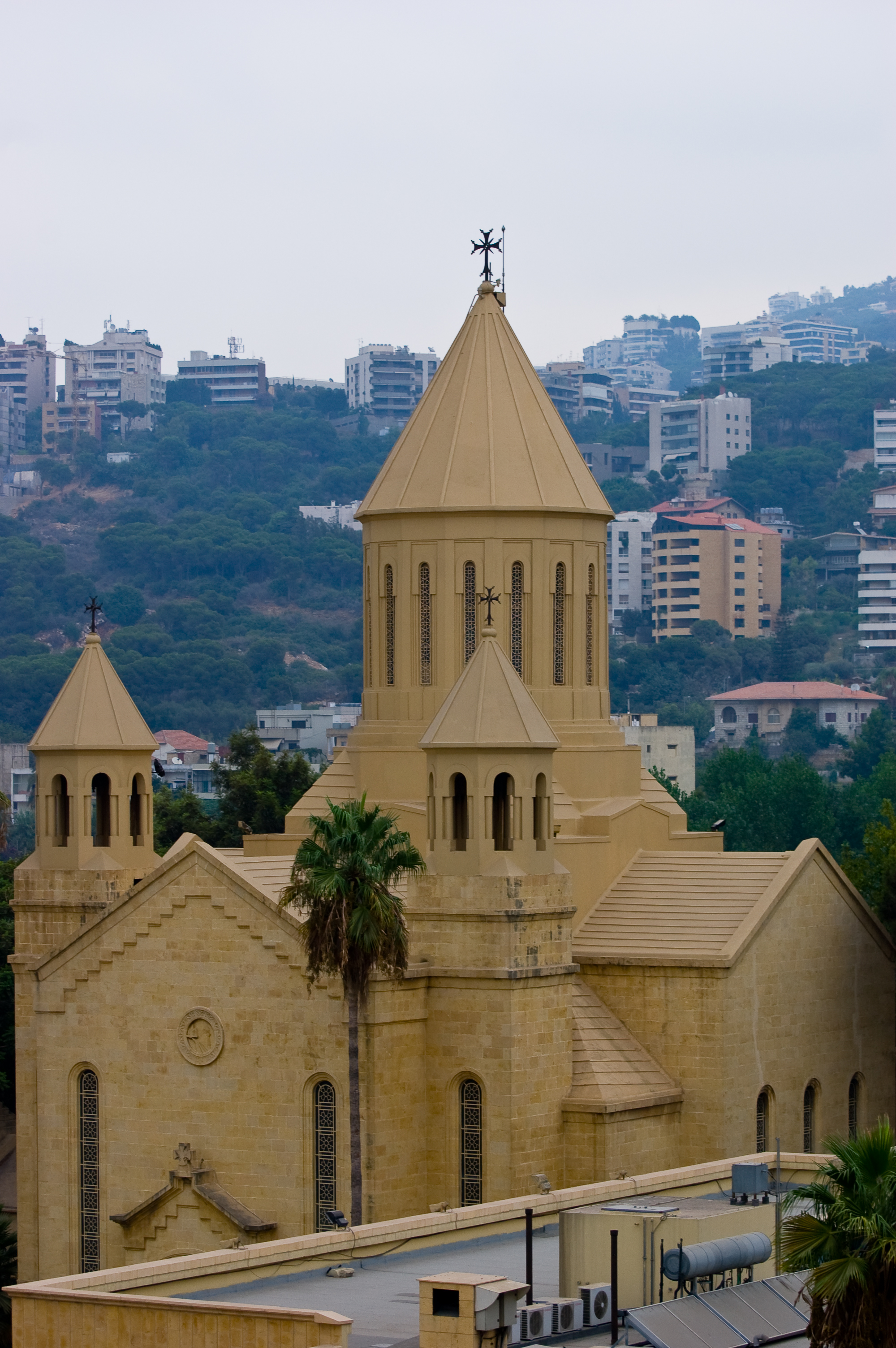
Собор Святого Григория Просветителя в Антелиасе — престол Киликийского католикосата Армянской Апостольской Церкви

Ливанские армяне (араб. الأرمن في لبنان‎, з.-арм. Լիբանանի Հայերը) — национальное меньшинство в Ливане с численностью 100—120 тыс. тысяч человек. Ливанская диаспора армян, учитывая её немногочисленность, является одной из самых активных в жизни всего армянства.

## История
Современная армянская диаспора Ливана образовалась в начале XX века. Это были беженцы из разных областей исторической Армении, нашедшие в Ливане своё убежище, спасаясь от геноцида, учинённого властями Османской империи в 1915—1922 годах.
Так, в 1916—1920 годах в Ливане были размещены 40,000 армянских беженцев, из которых 25,000 были беженцами из разных районов Киликии (Мерсин, Адана, Айнтап, Зейтун, Мараш и т. д.) и 15,000 из разных областей Западной Армении (Ван, Эрзерум, Битлис, Диарбекир, Харпут, Малатья, Сивас, Кайсери и т. д.); все эти районы сегодня входят в состав независимой Турции.
В 1920—1930-х годах это число выросло за счёт других беженцев из Киликии и Западной Армении, которые первоначально были размещены в районах Сирии, приграничных с Турцией и уже оттуда переместились в Ливан.
В 1975 году в Ливане насчитывалось уже 200,000 армян.
Беженцы из Киликии и Западной Армении образовали в Ливане собственные этнические гетто — поселения и городские кварталы, из которых в последующем вышли многие известные деятели спорта, культуры, науки, а также политики как Ливана, так и других стран. В этих районах армяне возвели множество своих церквей и школ и даже перенесли в Ливан один из католикосатов Армянской Апостольской церкви — Киликийский католикосат Армянской апостольской церкви.
В 1975-1990 гг. гражданская война нанесла сотни жертв и тяжелейший материальный ущерб армянам Ливана. Тысячи из них вследствие гражданской войны мигрировали в США, Канаду, Францию, Австралию.

## Численность и места проживания

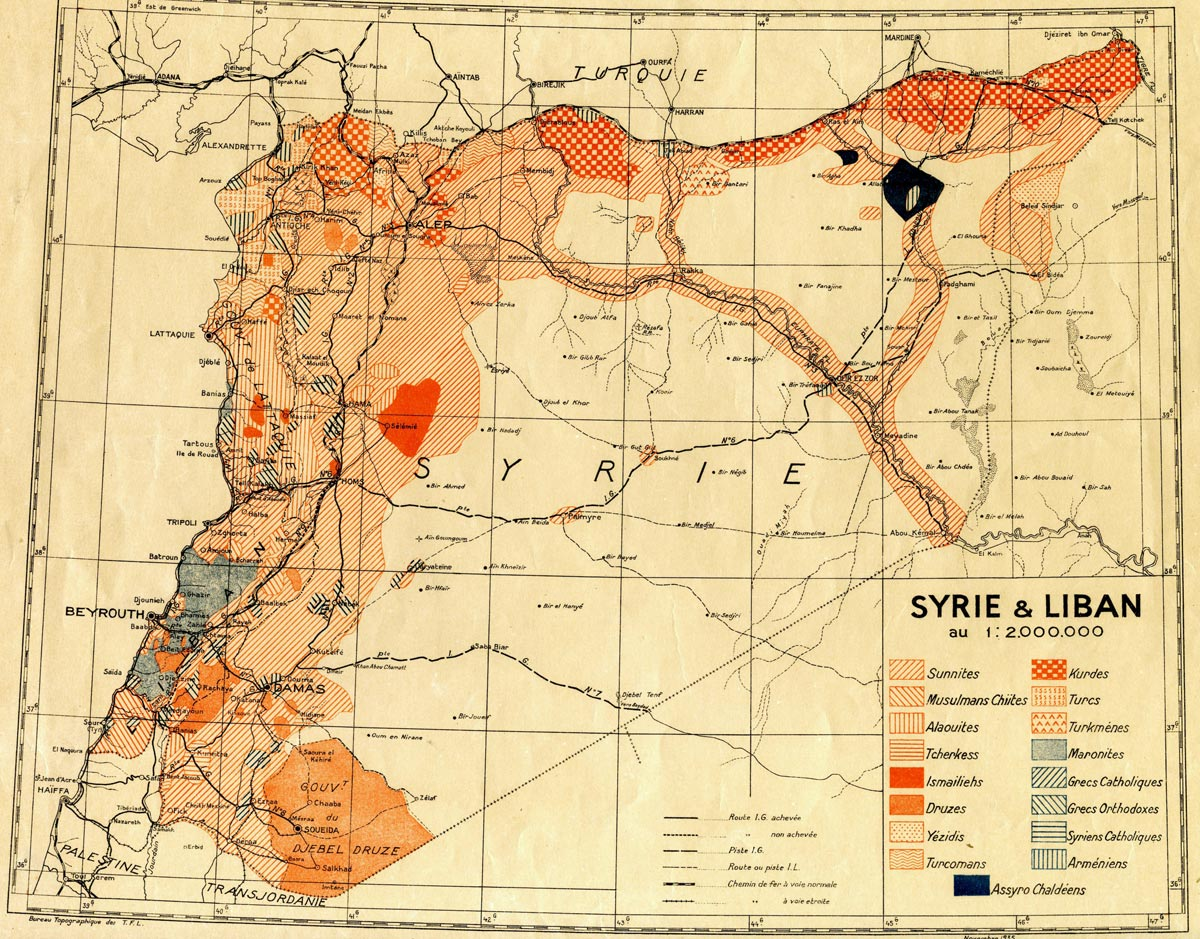
Карта религиозных и этнических общин Сирии и Ливана (1935)

Есть оценки, согласно которым в Ливане проживает от 140 до более 165 тысяч армян.
Большинство армян живут в Бейруте и в районе Матн. Кроме того общины армян есть в Ашрафие (Восточный Бейрут), Медаваре, Хаджене, Халил-Бадави, Карм-эль-Зейтуне, Хандак-Гамике, Санае и Хамре.
В частности большая община есть в районе Матн, Бурж-Хаммуде, Дора-Аманосе, Фанаре, Равде, Дждейде, Залке, Джаль-эль-Дибе, Антелиасе, Мцхере, Наккаше, Дубае и в других регионах.
Армяне проживают также на севере Ливана, в Джунии, Джбейле (Библос) и Триполи.
В долине Бекаа, есть армяне, живущие в Анджаре и некоторых других городах.
В 1936 году в Восточном Бейруте была основана Армянская евангелическая школа. С 1937 года в столице выходит газета «Ararad Daily Newspaper».

## Религия
В ливанском городе Антилиас находится престол Киликийского католикосата Армянской Апостольской Церкви — Собор Святого Григория Просветителя, куда она была перенесена из Киликии в 1930 году после геноцида армян.
Небольшая группа ливанских армян (около 14 тысяч человек) принадлежит к бейрутской архиепархии Армянской католической церкви.

## Иран и ливанские армяне в 1950—1970-е годы
В середине 1950-х годов, после стабилизации монархического режима, иранский шах начал проявлять интерес к восточному побережью Средиземного моря, и в этом контексте особенный интерес представлял Ливан.
В дополнение к давним геополитическим интересам, иранцы были обеспокоены угрозой распространения арабского национализма и стремились превратить Ливан — и не только Ливан — в передовую базу в борьбе против «насеристского экспансионизма», который Иран воспринимал как реальную угрозу. Как объяснил в конце 1950-х годов высокопоставленный чиновник шахской спецслужбы САВАК, Иран должен был остановить угрозу со стороны Насера в прибрежных государствах Средиземноморья; в противном случае Иран, для противостояния этой угрозе вынужден будет пролить свою кровь на своей земле.
В Ливане существовали влиятельные христианские конфессии, которые разделяли иранскую точку зрения. Что касается шиитской общины Ливана, то она в тот период была слабой и не обладала достаточным опытом влияния на массы. Тем более шах не поддерживал «чрезмерно религиозные движения», но тем не менее в рамках усилий по укреплению своего положения в Ливане иранцы вложили значительные средства в религиозные учреждения шиитов.
Основным инструментом Ирана для проведения внешней политики была служба разведки и организация безопасности САВАК, которая вскоре после создания в 1957 г. провела несколько операций, чтобы влиять на политические события в Ливане.
О близких связях САВАК с армянской общиной Ливана рассказывает в своих мемуарах генерал Хоссейн Фардуст (глава „Специального бюро сведений“, заместитель директора САВАК). Среди групп, с которыми шах разрешил САВАК вести полусекретную деятельность, были армянская политическая фракция „Дашнакцутюн“ и „Армянская секретная армия освобождения Армении“.
Во время Ливанского кризиса 1958 года, армяне-христиане в основном сплотились вокруг одного из ведущих правохристианских лидеров и основателя Национал-либеральной партии, президента страны Камиля Шамуна и понесли потери в боевых действиях. По словам директора ЦРУ Уильяма Колби, наряду с силами Шамуна и фалангистами, армяне-христиане были вооружены ЦРУ как „часть политики холодной войны по использованию прозападных меньшинств в антикоммунистической борьбе“. Ливанские армяне также пользовались поддержкой шахской разведки САВАК.
Преемник Шамуна, президент Фуад Шехаб, предоставил первую должность в кабинете министров для этнического армянина. Среди других ливанских армян данного периода, следует выделить Хачига Бабикяна, который в течение многих лет занимал различные государственные посты. Так, Бабикян был государственным министром по административной реформе (1960—1961), здравоохранению (1969), туризму, информации (1972—1973, в правительстве Саиба Салама), и юстиции (1980—1982, в правительстве Шафика Ваззана и 1990—1992).
Дружба кандидатов правой армянской партии „Дашнакцутюн“ была завоёвана обещанием предоставить рейсам из Армении в Ливан право проходить через Иран, а также облегчить транзит для армян между Ираном и Ливаном. САВАК также помогал в печатании и распространении предвыборной литературы „Дашнакцутюн“. Иранцами было дано разрешение на проведение дополнительных курсов в университете Исфахана на армянском языке (курсы были ограничены лишь религиозным обучением»). Иранские власти разрешили двум армянским священникам из Ливана приехать в Иран и основать новые церкви.
В указанный период ливанские армяне представляли собой сплочённую группу, которая занимала довольно прочные позиции в политико-общественной структуре Ливана.
Следует указать на то, что период конца 60-х — начало 70-х годов можно считать «золотым веком» ливанских армян. Помимо благоприятной экономической ситуации, само устройство ливанского общества, где уважалась общинная принадлежность, культурная идентичность и индивидуальные свободы личности, делало эту страну притягательным социально-культурным пространством для мигрантов. По статистике, начиная с 1960 г. в Ливан эмигрировало 50 % сирийских армян, 20 % иракских армян, 20 % иорданских армян и 10 % египетских армян. К этому же периоду относится и социально-культурный расцвет ливанской армянской общины: открылись новые школы, консерватории, строились концертные и театральные залы, создавались издательства, где выходили периодические издания и разнообразная литература, которую после распространяли не только в Ливане, но и среди армянской диаспоры. С 1967 по 1975 гг. в Ливане выходило 37 армянских журналов.

## Армяне во время Гражданской войны (1975—1990)

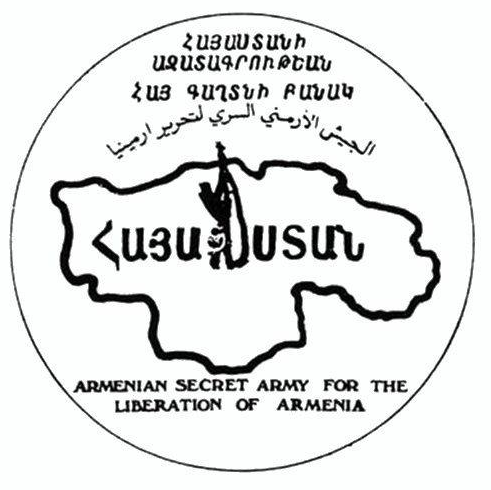
Герб АСАЛА

После начала в 1975 году гражданской войны, межконфессиональные и межрелигиозные разногласия в Ливане обострились до предела. Армянская община не была в восторге от защитников маронитского политического превосходства. Большинство армян отказалось платить налоги, чтобы поддержать фалангистскую милицию или помочь вооружённым боевикам для «великого христианского дела». В 1978—1979 гг. (февраль, сентябрь 1978, май и октябрь 1979) произошли кровопролитные столкновения армян с фалангистами и шамунистами, особенно в Восточном Бейруте, в результате которых армяне понесли потери.
В Бейруте, в 1975 году Акопом Акопяном была сформирована армянская военизированная организация АСАЛА, поставившая себе целью принуждение Турции к признанию геноцида армянского народа в Османской империи.
Когда армяне занимали определённую сторону, последователи партии «Дашнакцутюн» имели тенденцию вступать в союз с фракциями Жмайель и Шамун, в то время как сторонники «Гнчак» поддерживали «Прогрессивно-социалистическую партию Ливана» Джумблата и различные фракции «Организации освобождения Палестины» (ООП).